# Brown v. Board of Education
Brown et al. v. Board of Education of Topeka et al. (en français : Brown et autres contre le Bureau de l'éducation de Topeka et autres), généralement appelé simplement Brown v. Board of Education (Brown contre le Bureau de l'éducation), désigne deux arrêts de la Cour suprême des États-Unis rendus successivement le 17 mai 1954 (arrêt 347 U.S. 483) et le 31 mai 1955 (arrêt 349 U.S. 294) qui déclarent la ségrégation raciale inconstitutionnelle dans les écoles publiques même si le service rendu y est prétendument de « qualité égale ». Ces arrêts, suivis de l'arrêt Browder v. Gayle du 5 juin 1956, mettent à mal la portée de l'arrêt Plessy v. Ferguson qui était la clef de voûte des lois ségrégatives des États du Sud des États-Unis et de la doctrine appelée « separate but equal » (séparés mais égaux) et qui sera définitivement révoquée par le Civil Rights Act de 1957 et le Civil Rights Act de 1964. Cet arrêt est considéré comme une étape décisive du mouvement américain des droits civiques pour obtenir l'égalité citoyenne des Afro-Américains.

## Du Sud esclavagiste à l'émancipation des Afro-Américains

### L'élection d'Abraham Lincoln
La victoire d’Abraham Lincoln du 6 novembre 1860 fait craindre dans les États du Sud que pour abolir l'esclavage, le gouvernement fédéral augmente son intervention sur les affaires intérieures de chaque État dans tous les domaines. Sans la question de l'esclavage, l'autorité de Washington eut été débattue sereinement. Mais en même temps cette question était posée depuis trop longtemps, elle s'est exacerbée avec le temps qui passe. Elle a ses racines même dans les débats autour de la Constitution et des idéaux américains, depuis presque un siècle abolitionnistes et esclavagistes s'affrontent autour de deux visions différentes de la société américaine et de ses fondements. La sécession était en germe, elle n'a pu être évitée que par des compromis temporaires qui n'ont fait que retarder l'explosion.

### La guerre de Sécession et la proclamation d'émancipation de 1863
Quand Lincoln arrive au pouvoir en février 1861, onze États du Sud ont fait sécession (Arkansas, Texas, Louisiane, Mississippi, Alabama, Géorgie, Floride, Caroline du Sud, Caroline du Nord, Tennessee et Virginie) pour constituer les États confédérés d'Amérique et ont élu le sénateur du Mississippi, Jefferson Davis, président des États confédérés. Ce dernier appelle à la formation d'une armée le 9 mars 1861,,,. Le premier affrontement armé a lieu au Fort Sumter, où les armées sudistes bombardent le fort les 12 et 13 avril 1861 ; cette bataille de Fort Sumter déclenche la guerre de sécession,,.     

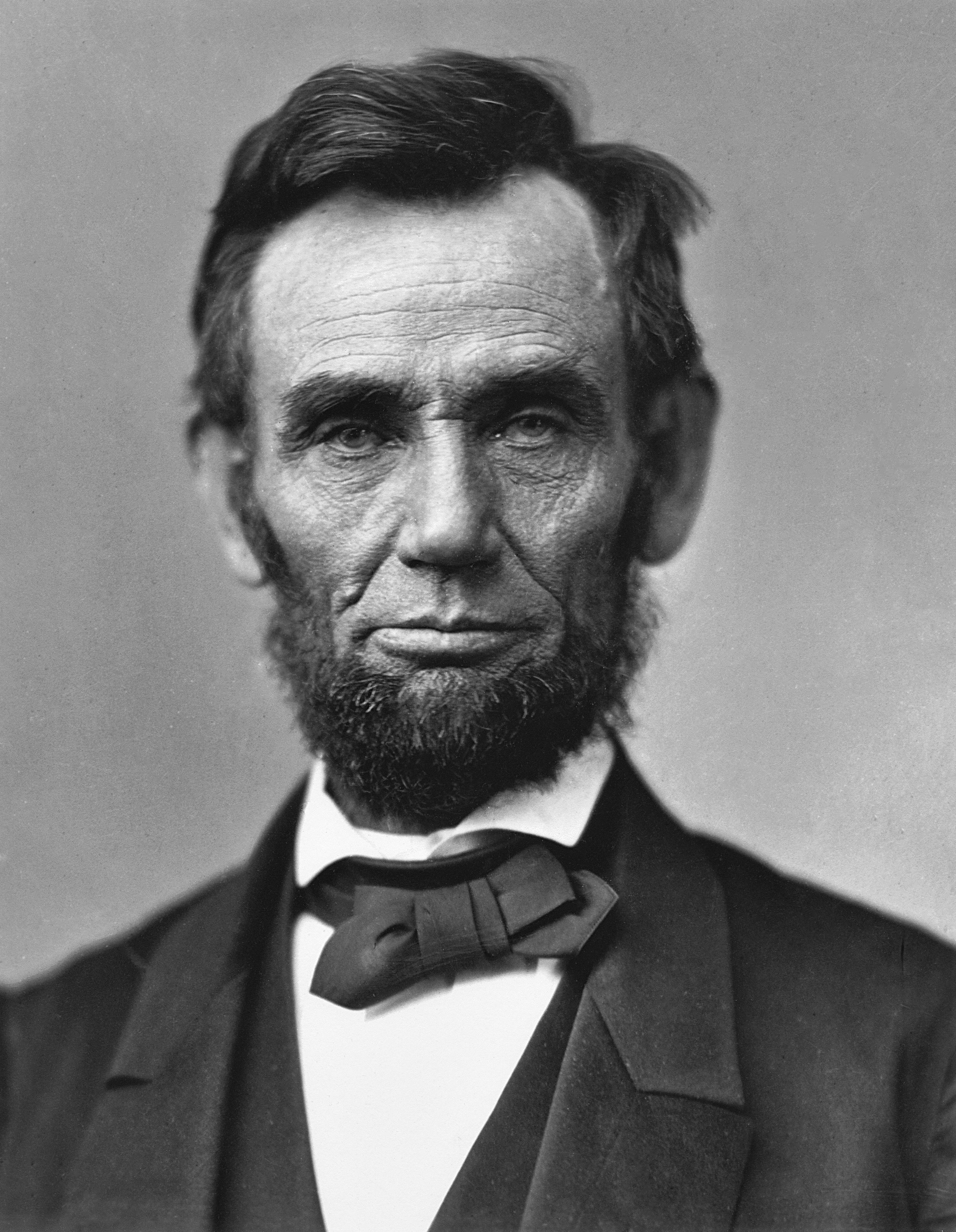
Abraham Lincoln.

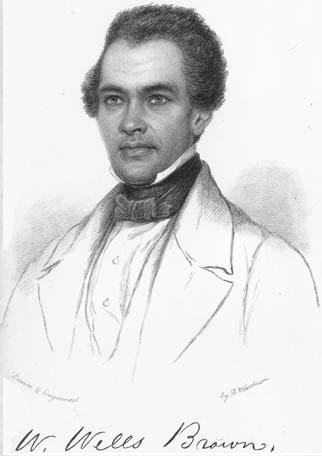
William Wells Brown.

Bien que viscéralement anti-esclavagiste, Lincoln doit, en tant que président, faire face aux contraintes politiques dans un contexte de guerre civile à l'issue incertaine. Dans un premier temps, il mène une politique d'émancipation progressive basée sur le volontariat, avec des compensations financières pour ménager les états esclavagistes fidèles à l'Union : le Missouri, le Kentucky, le Maryland et le Delaware. Il lui faut également maintenir sa majorité composée de Républicains et de Démocrates. Si globalement les Républicains sont anti-esclavagistes, en revanche, les Démocrates du nord sont divisés sur la question comme l'a montré l'élection présidentielle de 1860. Aussi propose-t-il un compromis avec une émancipation progressive pour les états esclavagistes, moyennant un versement de compensation pour les propriétaires. Il fait pour cela sa proposition auprès d'élus du Missouri, du Kentucky, du Maryland et du Delaware, qui répondent par une fin de non recevoir. La proposition déclenche une colère des élus républicains abolitionnistes. Ne trouvant pas de consensus, Lincoln tranche le 18 juin 1862 en signant une déclaration abolissant l'esclavage sur les territoires. Le 17 juillet 1862, il signe une déclaration qui devient une loi affranchissant tout esclave fugitif. Puis, avec son secrétaire d'état William H. Seward et son secrétaire du Trésor Salmon P. Chase, il étudie le contenu d'une proclamation abolissant l'esclavage sur l'ensemble des États-Unis qui serait prête pour janvier 1863. Les divers succès militaires contre les armées confédérées lèvent tout obstacle. Le 31 décembre 1862, se tient au Tremont Temple (en) de Boston une assemblée représentative d'abolitionnistes blancs et d'afro-américains. Y sont présents, parmi d'autres : Frederick Douglass, William Lloyd Garrison, Harriet Beecher Stowe, William Wells Brown et Charles Bennett Ray (en). Tous sont au courant du contenu et de la date de la proclamation présidentielle et prient pour son succès. Le 1er janvier 1863, Abraham Lincoln signe la proclamation d'émancipation. Si cette proclamation est une avancée certaine, elle mécontente des élus abolitionnistes car elle ne prévoit pas l'accès à la citoyenneté américaine pour les affranchis. La proclamation déclenche un séisme dans les états du Sud. Les esclaves fuient par dizaines de milliers, privant l'économie du sud d'une force de travail majeure. Au fur et à mesure que les lignes avancent dans les états du Sud, les esclaves s'enfuient des plantations et de leurs divers lieux de travail. Divers propriétaires d'esclaves se plaignent des actes de désertion ou d'insubordination mais, craignant des représailles, beaucoup renoncent à les sanctionner. Dans certains endroits, les propriétaires, craignant des insurrections vengeresses sanglantes, rejoignent les troupes de l'Union pour demander leur protection. Au contraire, dans l’Alabama ou la Géorgie, des Afro-Américains sont pendus par mesure de prévention d'insurrection. Cependant, les cas d'insurrection furent marginaux, les Afro-Américains étant surtout désireux de garantir leur avenir de personnes libres.

### LeXIIIeamendement
Quand le 9 avril 1865, les armées confédérées déposent les armes, c'est la victoire du Nord sur le Sud, mais aussi la victoire de la Constitution qui met fin à toute légitimité du droit à faire sécession, et enfin d'un repositionnement de la souveraineté de l'autorité fédérale. Lincoln est conforté dans sa politique abolitionniste après sa Proclamation d'émancipation, il va pouvoir conclure cette guerre civile par le XIIIe amendement. Amendement qui sera l'aboutissement de toutes les luttes abolitionnistes menées par les Blancs et par les Afro-américains depuis la création de la Pennsylvania Abolition Society à Philadelphie le 14 avril 1775 et par un renversement de situation du pouvoir économique.

#### Rappel
Lors de l'élaboration de la Constitution américaine ce sont les propriétaires des États du Sud qui sont prospères grâce, entre autres, à leur production cotonnière et qui ont pu imposer leur droit à posséder des esclaves contre l'avis de Pères de la Nation comme Benjamin Franklin. Mais depuis, le Nord s'est industrialisé et s'est enrichi alors que le Sud basé sur une économie agrarienne et latifundiaire, est menacé par les productions cotonnières du Mexique,,,. Face à un Sud conservateur sur le déclin, de plus en plus d'Américains considèrent l'esclavage comme inhumain et surtout incompatible avec les concepts de liberté publique et de liberté individuelle. Cette contradiction entre les valeurs américaines et l'esclavage est souligné par le compagnon de route d'Alexis de Tocqueville lors de son voyage aux États-Unis, Gustave de Beaumont, qui dans son roman Marie ou l'esclavage aux États-Unis, tableau de mœurs américaines édité en 1840 souligne la contradiction entre un pays qui se revendique comme étant le modèle de la Démocratie et un pays où l'esclavage massif existe, où les esclaves sont privés de toutes les libertés et droits politiques, civils, naturels. La puissance des états du Nord abolitionnistes fait redouter que ceux-ci utilisent le pouvoir fédéral pour imposer son contrôle sur les États du Sud esclavagistes. La question de l'esclavage se redouble d'une question de droits des États vis à vis du Congrès de Washington. Le conflit politique et juridique sur l'esclavage s'intensifie jusqu'au milieu du XIXe siècle, les pamphlets se multiplient et les sudistes ont bien du mal à justifier l'esclavage, la tension trouve son dénouement avec la guerre de sécession,,.

#### La nécessité duXIIIeamendement
La proclamation d'émancipation est une décision de guerre et juridiquement elle n'est qu'une proclamation présidentielle, pour être effective de façon permanente, il faut qu'elle se transforme soit en loi du Congrès soit en amendement, dans le contexte et vu le changement de droits que cela entraînait, il était nécessaire que l'abolition de l'esclavage devienne un amendement. Le 8 avril 1864, le Sénat vote la proposition puis le 31 janvier 1865, la Chambre des représentants adopte l’amendement après des débats houleux. Le Congrès ayant voté l'amendement il est présenté à Abraham Lincoln qui le signe pour promulgation le 1er février 1865. Ce n'est qu'une première étape, il faut qu'il soit ratifié pas les trois quarts des états. Lincoln ne verra pas la ratification car il est assassiné le 15 avril 1865, la ratification est obtenue le 6 décembre 1865,,,.

### L'ère de la reconstruction

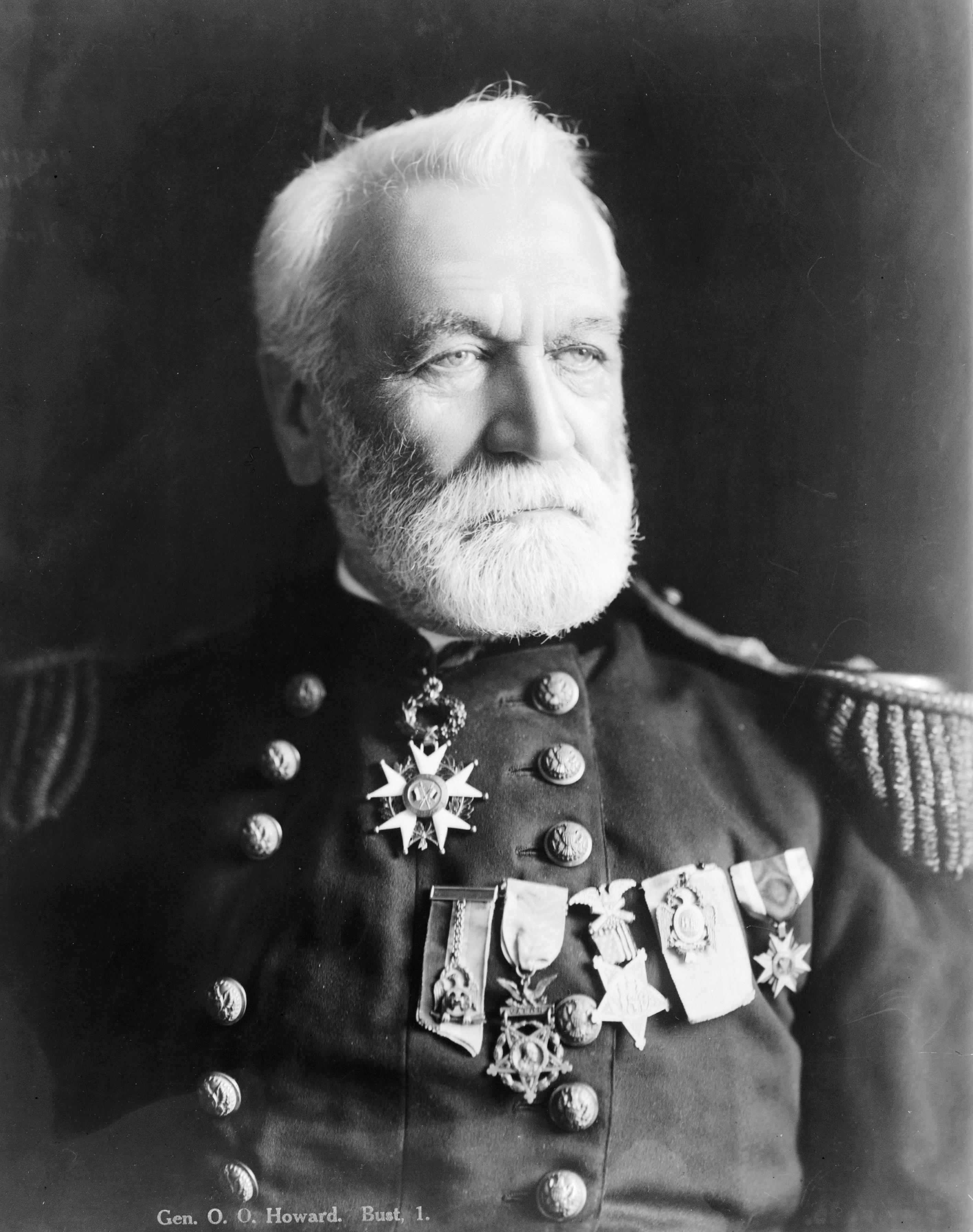
Général Oliver Otis Howard.

La reddition du Général Lee est un moment décisif pour les Afro-Américains qui vont enfin tourner la page de l'esclavage commencée il y a 250 ans. Cette défaite du Sud est aussi la victoire des sudistes conscients que leur système économique basé sur l'esclavage les menait à une récession économique et à une stérilisation culturelle et intellectuelle. Avec la fin de la guerre c'est une nouvelle ère qui s'ouvre pour les États-Unis, de nouvelles organisations sociales et économiques, l'essor de nouvelles technologie et industries. Cela commence par la reconstruction d'un Sud dévasté, ruiné qui ne peut être résolu de façon locale mais de façon fédérale, se pose également le problème de l'insertion socio-économique des 4 millions anciens esclaves, dont la majorité est illettrée. Cette nouvelle ère qui va durer de 1865 à 1877 porte le nom d'ère de la Reconstruction (Reconstruction Era),,,. En Avril 1865 Andrew Johnson succède à Abraham Lincoln, sa première tâche est mettre en place des dispositifs pour permettre une réintégration des états sécessionnistes au sein de l'Union. Il amnistie les Blancs du Sud qui récupèrent ainsi leurs droits constitutionnels. Cette amnistie ne concerne ni les riches planteurs esclavagistes, ni les leaders politiques et militaires de l'ex-Confédération. Le 3 mars 1865, sous l'impulsion du général Oliver Otis Howard, pour assurer l'insertion sociale, professionnelle et politique des anciens esclaves, est créé une agence fédérale : le Bureau des réfugiés, des affranchis et des terres abandonnées. Cette agence fournit vêtements, alimentation aux Afro-Américains, mais aussi et surtout construit plus de 1 000 écoles à destination des Afro-Américains, dépense plus de 400 000 $ pour contribuer au développement des universités historiquement noires,,,,.

### Les Black Codes
Dès que les sudistes acceptent leur réintégration dans l'Union, ils se posent le problème du contrôle des Afro-Américains, comment limiter leurs droits tout en respectant le XIIIe amendement. C'est ainsi que naissent de façon locale, comme le leur autorise la loi, des règlements locaux les Black Codes. Ces réglementations réduisaient fortement l'accès à l'emploi des Afro-Américains les cantonnant à ceux d'ouvriers agricoles ou de domestiques, ils n'avaient ni le droit de vote, ni aucun droit civique, n'étant pas considérés comme des citoyens. Ainsi, en Caroline du Sud, les employés afro-américains devaient se montrer dociles, silencieux, ordonnés, logés au domicile de leurs employeurs. Toute incartade pouvant être sanctionnée par la flagellation. Ils ne peuvent ester en justice contre des Blancs et encore moins être jurés. Tout emploi autre que celui d'ouvrier agricole ou de domestique devait être conditionné à l'obtention d'une licence accordée par un tribunal,.

### LeXIVeamendement
Ces Black Codes ne sont qu'une adaptation des anciens Slaves Codes, les Républicains y voient un retour sournois à la situation d'avant la Guerre de sécession. De plus le XIIIe amendement n'avait pas aboli l'arrêt de la Cour suprême concernant l'affaire Scott v. Sandford qui avait jugé qu'un Afro-Américain dont les ancêtres ont été amenés aux États-Unis et vendus comme esclaves, qu'il soit réduit en esclavage ou libre, ne pouvait être un citoyen américain et ne pouvait pas exercer une action en justice devant les tribunaux fédéraux, et que le gouvernement fédéral n'avait pas le pouvoir de réglementer l'esclavage dans les territoires fédéraux acquis après la création des États-Unis,,.
Pour l'abolir et permettre l'accès des Afro-Américains à la citoyenneté américaine, le sénateur de l'Illinois Lyman Trumbull présente le Civil Rights Act de 1866 qui définit la citoyenneté américaine avec les droits civiques qui y sont attachés, incluant les Afro-Américains émancipés par le XIIIe amendement et garantissant l’égalité des droits civiques pour tous. Il est adopté par le Congrès le 9 avril 1866,,,. C'est la première étape qui va conduire à l'adoption du Quatorzième amendement qui donnera l'égalité des droits civiques aux Afro-Américains et plus généralement à toute personne née ou naturalisée aux États-Unis et interdisant toute restriction à ce droit. Le représentant de l'Ohio, John Bingham dépose le projet d’amendement au mois de mars 1866,, il est principalement soutenu par Thaddeus Stevens et Charles Sumner, le XIVe amendement est adopté par le Congrès le 18 juin 1866 puis ratifié le 9 juillet 1868. Et pour éviter que les esclavagistes puissent revenir au pouvoir le XIVe amendement interdit aux anciens élus et militaires qui ont soutenu la Confédération de se présenter au Sénat ou à la Chambre des représentants ou à toute charge fédérale. Cet amendement est jugé imparfait par les républicains les plus engagés dans la cause abolitionniste car il laisse de côté le droit de vote des Afro-Américains qui fera l'objet du XVe amendement,,.

### LeXVeamendement

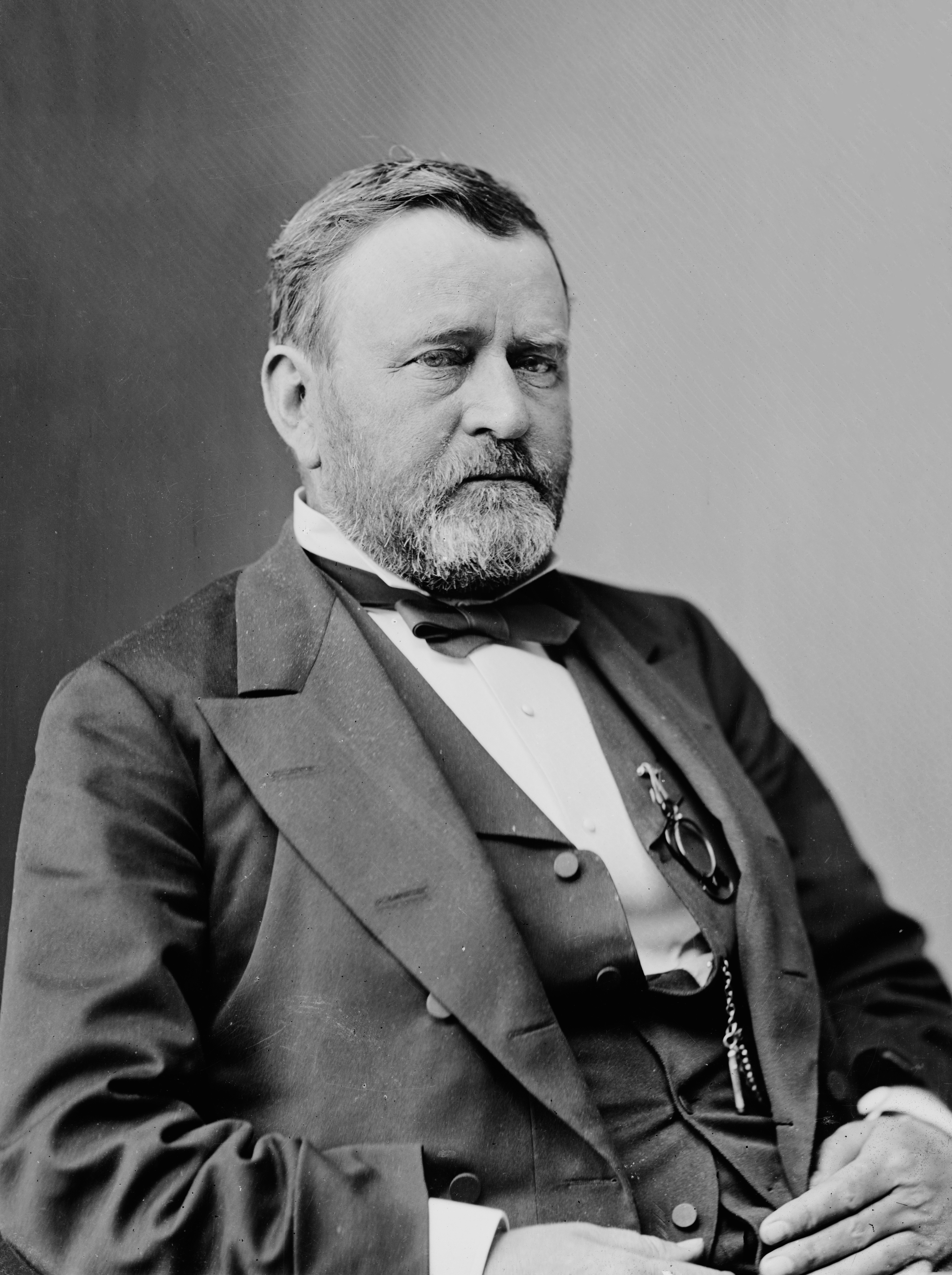
Ulysses S. Grant.

Cet amendement va s'imposer avec l'émergence du Ku Klux Klan,, qui sous la direction de Nathan Bedford Forrest,ex-général de cavalerie de l'armée confédérée et ancien marchand d'esclaves, va mener des actions terroristes contre les Afro-Américains et les Blancs qui les soutiennent de 1867 à 1871. Forrest sillonne les États du Sud pour y tenir des réunions et saboter les réunions électorales des Républicains. Chacune de ses apparitions est suivie d'une vague de violences contre les Afro-Américains. Les membres du KKK font irruption dans leurs maisons pour les fouetter ou les assassiner en les pendant aux arbres ou les brûlant vifs dans des cages. Certaines femmes enceintes sont éventrées et des hommes castrés. Les Blancs du Bureau des réfugiés qui instruisent les Afro-Américains sont également visés par le Ku Klux Klan ainsi que les carpetbaggers. On estime que lors de cette campagne présidentielle, le KKK a assassiné ou blessé plus de 2 000 personnes rien qu'en Louisiane. Au Tennessee, de juin à octobre 1867, il est fait part de vingt cinq meurtres, de quatre viols et de quatre incendies. Sous la pression de la terreur, les comtés de Giles et de Maury se sont vidés de leurs habitants afro-américains et blancs loyaux au gouvernement fédéral. Ces opérations terroristes ont un but empêcher les Afro-Américains et les Blancs loyalistes de pouvoir voter ni même de s'inscrire sur les listes électorales,,,,,,. Les actions terroristes du Klan atteignent un summum d'audace, quand le 18 mai 1870, une bande de membres du Klan font irruption dans le palais de justice du comté de Caswell, et poignardent à mort le sénateur républicain John W. Stephens pour ensuite aller molester et injurier sa famille,. D'autres élus Républicains sont assassinés : le représentant James Martin, le sénateur de la Caroline du Sud Benjamin F. Randolph, les représentants Benjamin Inge, Richard Burke.
Le 4 mars 1869, Ulysses S. Grant prend ses fonctions de Président des États-Unis. Bien décidé à en finir avec les exactions du Klan, il lance, pour parachever les Reconstruction acts, le processus qui aboutit à l'adoption du Quinzième amendement de la Constitution des États-Unis, qui garantit le droit de vote des Afro-Américains, amendement qu'il signe le 30 mars 1870 en proclamant « C'est l'événement le plus important qui soit arrivé depuis la naissance de la nation [...] c'est une révolution aussi grande que celle de 1776 », l'amendement est ratifié le 3 février 1870,,,. Parallèlement pour compléter le Quinzième amendement, le 31 mai 1870, le Congrès vote le premier des Enforcement Acts, comme celui de 1870, pour protéger les Afro-Américains des violences qu'ils subissent et garantir leurs droits constitutionnels. Cette première loi interdit la discrimination pratiquée par les officiers d'état civil pour l'inscription des Afro-Américains sur les listes électorales et prévoit le recours à l'United States Marshals Service, voire à l'armée en cas de fraudes ou d'intimidations physiques. Le 20 avril 1871, la loi Ku Klux Klan (The Klan Act) est votée au Congrès des États-Unis pour abolir l'organisation terroriste. Plusieurs milliers de membres du KKK sont arrêtés. La plupart sont libérés, faute de témoins, de preuves. Le Klan en tant qu'organisation active disparaît rapidement. Il est officiellement interdit en 1877,. D'autres organisations comme la White League sont alors créées par d'anciens membres du Klan. Elles continuent de mener des campagnes de lynchage et de terreur, mais elles n'ont ni l'importance et ni l'influence du Ku Klux Klan original,,. Après la période de la Reconstruction, la plupart des institutions des anciens États confédérés repassent sous le contrôle des Sudistes racistes et à défaut de pouvoir rétablir l'esclavage vont instaurer la ségrégation raciale par les lois Jim Crow.
En 1875, le Congrès adopte une loi des droits civiques (Civil Rights Act). Il s'agit d'un texte très bref qui interdit la ségrégation, dans de nombreux domaines. Pendant quelques années, la jurisprudence de la Cour suprême va dans le même sens. Le Civil Rights Act ne cite pas le domaine de l'éducation. En 1877, l'élection présidentielle est indécise. Les partis politiques négocient le nom du président, et un des éléments de l'accord est la fin de la Reconstruction. En 1883, la Cour suprême déclare le Civil Rights Act de 1875 non constitutionnel.

## La réaction des États du sud

### Les lois Jim Crow, ségrégués de la naissance à la mort
Le terme Jim Crow trouve son origine dans la culture populaire américaine par une chanson de 1828, Jump Jim Crow, imitation caricaturale et raciste d'un esclave afro-américain créée par l'auteur Thomas Dartmouth « Daddy » Rice (1808–1860).
Pour entraver les nouveaux droits des Afro-Américains les États du sud utilisent deux dispositifs, le premier est un dispositif d'intimidation par le terrorisme avec le Ku Klux Klan (KKK), l'autre légal, réglementaire : les lois Jim Crow issues des Black Codes,. Ces lois dites Jim Crow sont mises en place par les États du Sud et d'autres pour entraver l'effectivité des droits constitutionnels des Afro-Américains, elles commencent en 1877 et seront abolies dans la fin des années 1960 avec l'adoption de différents lois fédérales mettant fin à la ségrégation raciale sur l'ensemble du territoire des États-Unis : le Civil Rights Act de 1957, le Civil Rights Act de 1964, le Voting Rights Act de 1965 et le Civil Rights Act de 1968.
Les lois Jim Crow limitent l'ensemble de la vie sociale, économique et politique des Afro-Américains de leur naissance jusqu'à leur mort. En rajoutant, à la ségrégation, des restrictions aux droits à la propriété, à établir son entreprise, à l'éducation, à se marier en dehors de sa "race", les interactions avec les blancs sont limitées au strict nécessaire professionnel. Ces lois s'appliquent d'autant plus facilement que les juges et les forces de polices sont des Sudistes acquis aux thèses racistes et ségrégationnistes qui invalident tout recours, toute contestation. Pour éliminer le poids du vote des Afro-Américains dans les élections, quand le terrorisme du Klan ou de la White League est jugé insuffisant, dans certains comtés une taxe est créée pour avoir le droit de vote, puis se généralisent les tests pour vérifier l'aptitude intellectuelle à voter. Les questions sont d'une difficulté inhabituelle comparées à celles posées aux Blancs, par exemple être capable de réciter la Constitution et ses différents amendements, ou bien les questions sont absurdes du genre « How many angels can dance on the head of a pin / Combien d'anges peuvent-ils danser sur la pointe d'une épingle ? » ou « How many bubbles in a soap bar / Combien de bulles peut-on faire avec une savonnette ? ». Seule une minorité d'Afro-Américains arrive à voter et quand elle le fait, souvent, les représailles tombent, au mieux le fouet, au pire la pendaison sommaire ou l'exécution des votants et de leur famille,,,,.

### L'arrêtHall v. DeCuiret la légalisation de la ségrégation
Les Lois Jim Crow vont pouvoir légalement se développer grâce à un arrêt de la Cour suprême. Tout commence sur un bateau à vapeur le Governor Allen qui relie La Nouvelle Orléans dans la Louisiane à Vicksburg dans le Mississippi. Monsieur Benson, propriétaire et capitaine du bateau, entre en conflit avec l'une de ses passagères madame DeCuir, une Afro-Américaine. Cette dernière, pour se reposer, désire utiliser une cabine réservée aux Blancs, Benson le lui interdit, il lui dit qu'elle doit se rendre dans la galerie des cabines réservées aux personnes de couleur. Or, cette injonction ségrégative est contraire au XIVe amendement ratifié par la Louisiane, d'autant plus que le bateau, naviguant sur le Mississippi et donc traversant plusieurs états, son règlement ne saurait dépendre des diverses lois ségrégationnistes édictées par les états traversés mais des seules décisions du Congrès de Washington. Pour savoir si la décision de la compagnie fluviale est constitutionnelle, monsieur Hall, qui reprend le litige après le décès du capitaine Benson, présente en 1870 l'affaire à la Cour suprême, c'est le cas Hall v. DeCuir. En 1877, la Cour suprême rend enfin son arrêt. Dans ses attendus, la Cour suprême constate que le Mississippi traverse des états dont certains n'ont pas ratifié le XIVe amendement. En toute logique, une compagnie de transport inter-états devrait donc se soumettre à différentes lois contradictoires. Ainsi, selon l'état traversé, la discrimination ira jusqu'à refuser l’accès d'une personne de couleur, selon un autre ce sera la mixité et enfin dans un dernier cas la ségrégation. Devant ce qui apparaît comme une entrave à la libre circulation des entreprises de transports en commun, la Cour suprême arrête qu'à partir du moment où une compagnie de transport en commun ouvre le même service à ses clients blancs comme de couleur, mais dans des compartiments, des cabines, des places séparées, cela est conforme à la Constitution. Cet arrêt ouvre la porte à la ségrégation raciale et aux différentes lois Jim Crow qui vont imposer la ségrégation non seulement dans les transports en commun (bateaux, trains, diligences, etc.) mais dans l'ensemble des espaces et des services publics comme les écoles, les restaurants, les toilettes, les hôpitaux, les églises, les bibliothèques, les manuels scolaires, les salles d'attente, les salles de spectacles, les logements, les prisons, les pompes funèbres, les cimetières. Un peu partout dans le sud vont fleurir des panneaux For White Only et anticipe le principe « separate but equal » qui sera la doctrine ségrégationniste qui découlera de l'arrêt Plessis v. Ferguson,,,,.

### L'arrêt Plessy v. Ferguson ou le développement séparé légalisé
Le 10 juillet 1890, la Législature d'État de Louisiane adopte le Separate Car Act instaurant une ségrégation pour tous les trains traversant son état. Chaque compagnie ferroviaire doit créer des compartiments / wagons pour les Blancs et des wagons pour les Afro-Américains et empêchant le croisement des deux populations,,.
Les opposants à cette loi y décèlent une faille : les caractéristiques de "Blanc" ou de "Noir" n'étant pas définies, quid d'un citoyen de couleur de peau blanche mais ayant une ascendance afro-américaine ? Le militant Homer Plessy, un métis qui n'avait qu'un seul arrière-grand parent afro-américain, achète un billet de train et prend place dans une voiture réservée aux blancs. Quand le contrôleur lui demande s'il est de couleur, Plessy lui répond que oui. Il est alors sommé de rejoindre un wagon réservé pour les Afro-Américains, ce qu'il refuse. Il est arrêté et accusé d'avoir violé le Separate Car Act. Commence alors une succession de procès qui remonteront jusqu'à la Cour suprême des États-Unis sous le titre de cas Plessy v. Ferguson dont l'arrêt en date du 18 mai 1896 légalise la ségrégation au motif de "égaux, mais séparés",,. Plus précisément, à la question posée : « le Separate Car Act viole-t-il le XIVe amendement » (amendement qui garantit l'égale protection de la loi) la cour répond par la négative en faisant une interprétation restrictive. Seul le juge Harlan se prononce contre la décision dans une opinion dissidente,.

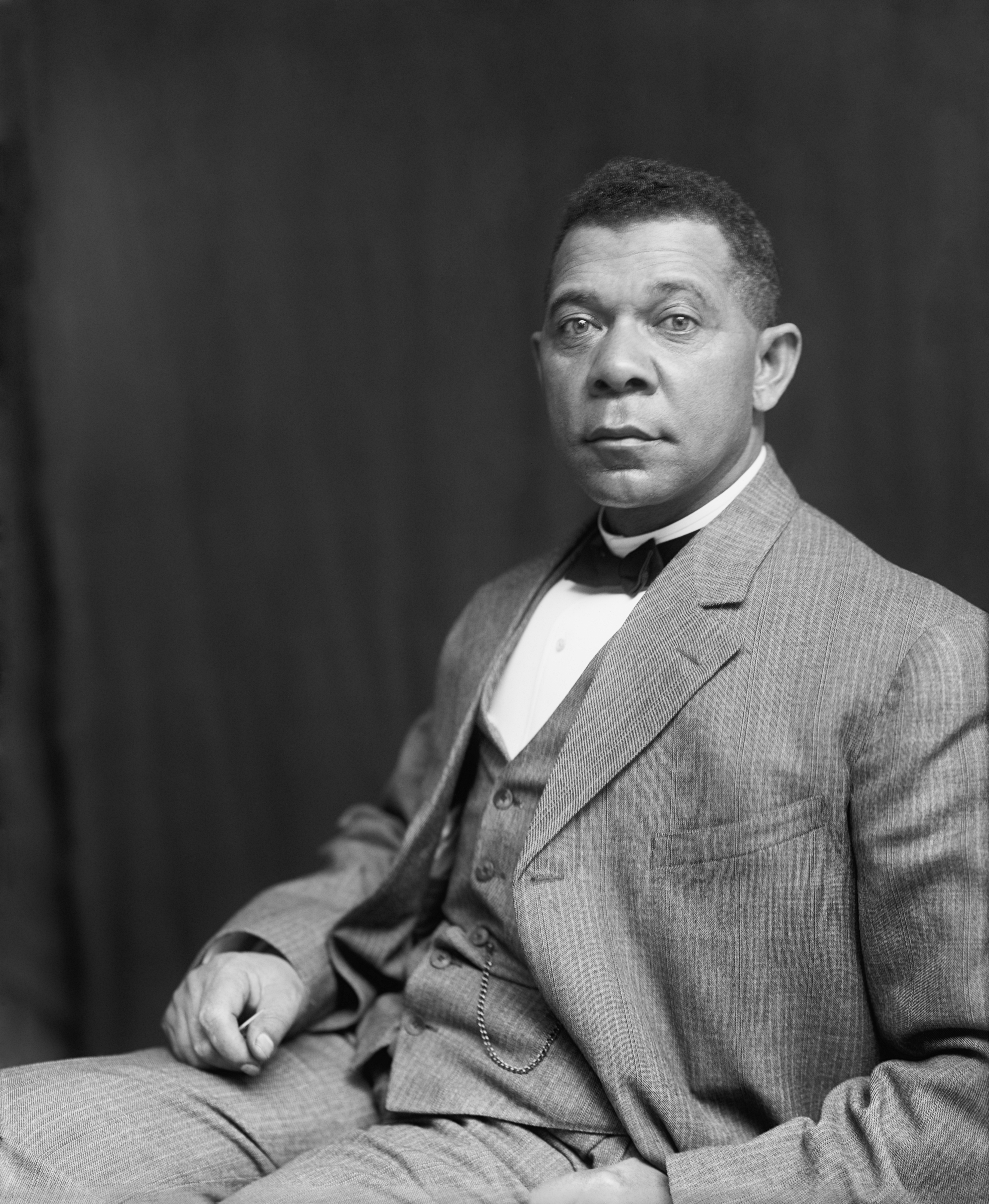
Booker T. Washington, écrivain américain en 1895.

Après la Première Guerre mondiale, sans remettre en cause la jurisprudence de Plessy, la Cour l'interprète plus strictement. La ségrégation n'est acceptable que si les conditions sont égales, et la Cour devient plus exigeante sur cette égalité. Elle impose l'admission d'un étudiant noir dans une université blanche une première fois avant la guerre (arrêt Missouri ex rel. Gaines v. Canada (en) en 1938), rejetant la proposition du Missouri de financer ses études dans un État voisin.

## La dynamique de la déségrégation

### L'Executive Orderno8802du 25 juin 1941

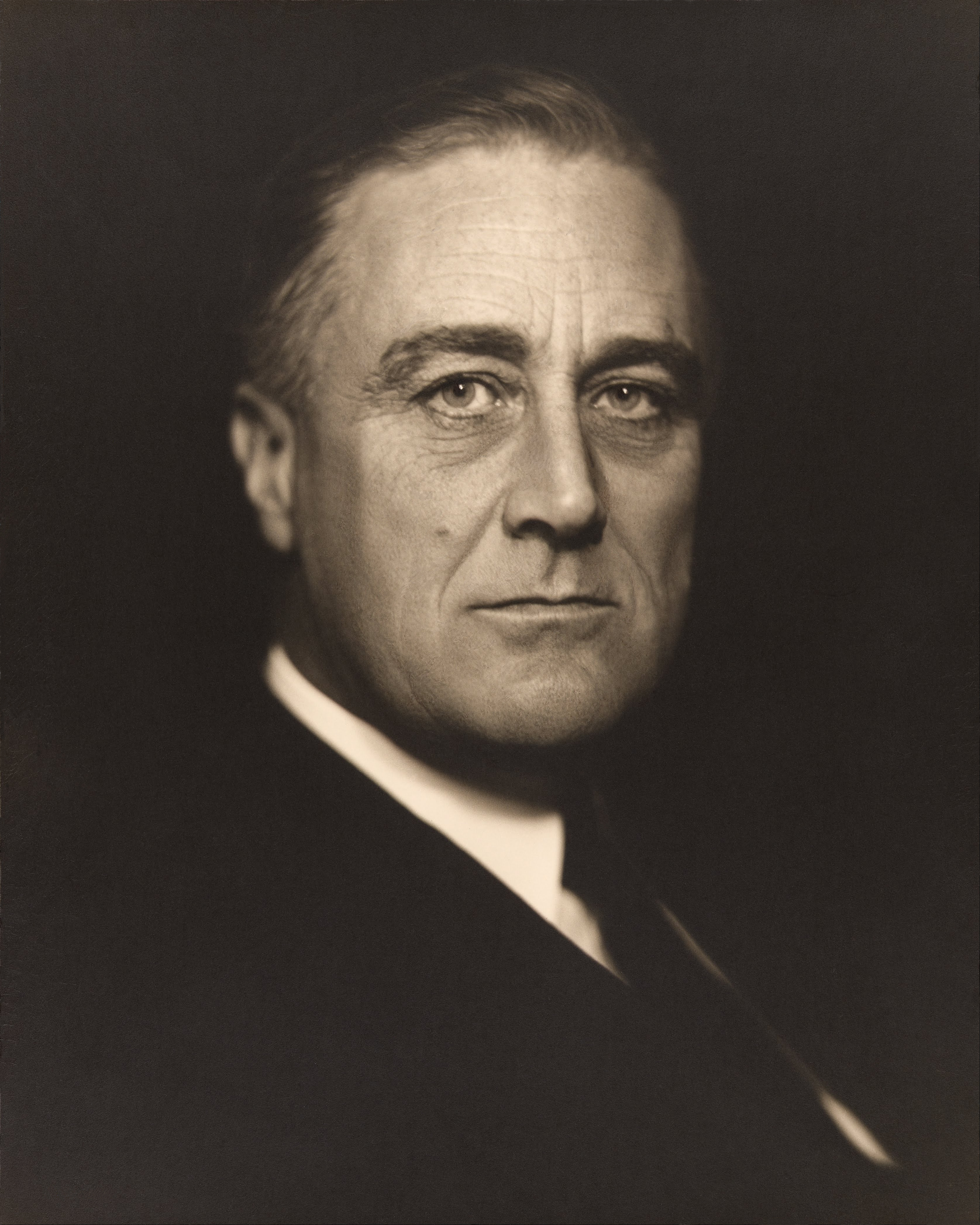
Le président Franklin D. Roosevelt.

L'Executive Order no 8802 signé par Franklin Delano Roosevelt le 25 juin 1941 interdit la discrimination ethnique ou raciale dans l'industrie de la défense américaine. Il vise également à mettre en place un comité pour l'accès égal à l'emploi. Il s'agit de la première action fédérale à promouvoir l'égalité des chances et à interdire la discrimination à l'embauche aux États-Unis.

### LesExecutive Orderno9980etno9981du 26 juillet 1948

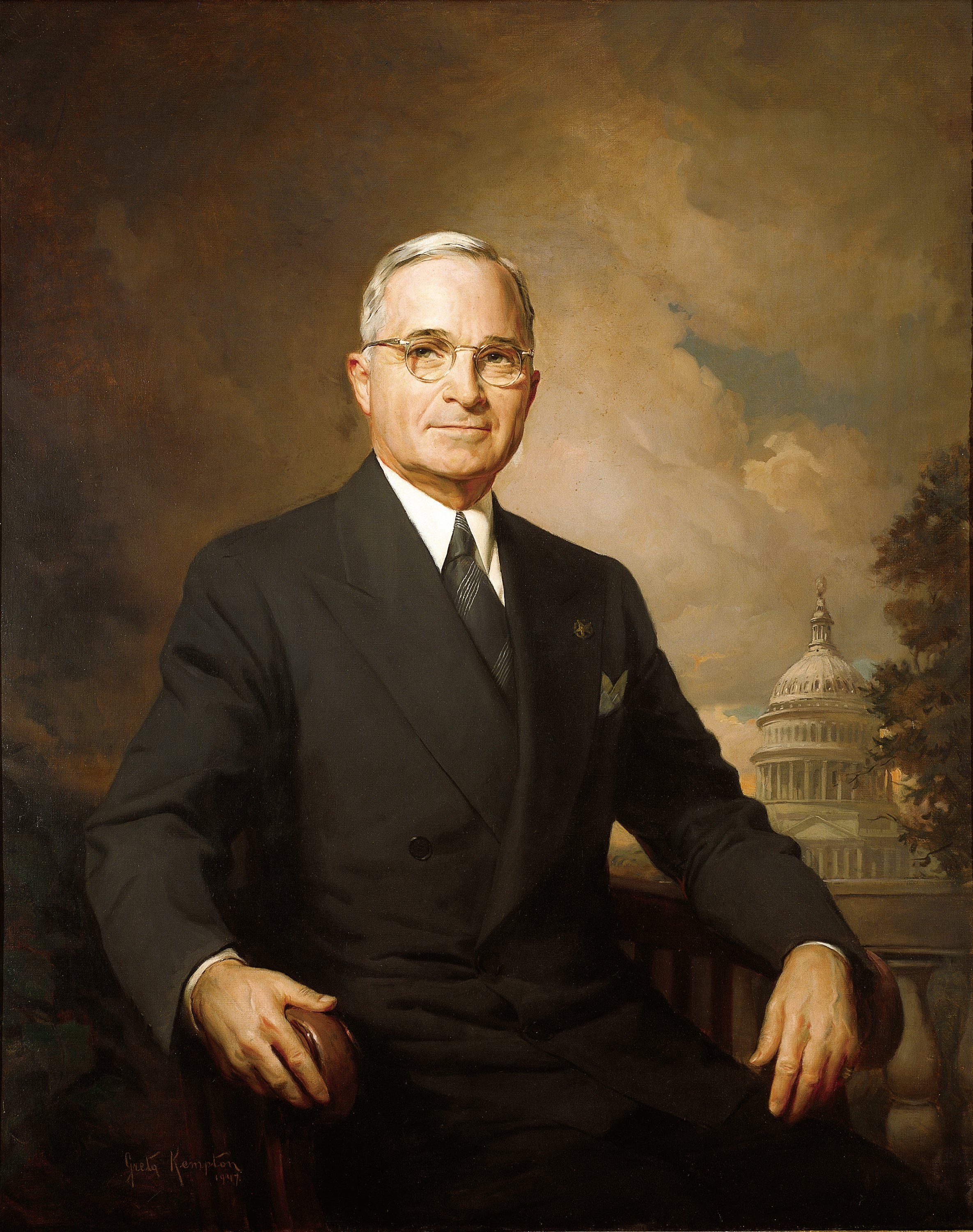
Le président Harry Truman.

Si dès la Guerre d'indépendance des Afro-Américains affranchis se sont battus au sein des premières armées américaines, puis lors de la Guerre de Sécession et la Première guerre mondiale, il demeure que la ségrégation se maintenait au sein des forces armées, il faut attendre la Seconde guerre mondiale pour que la situation se débloque. Le 25 juin 1941, le Président Franklin D. Roosevelt signe l'Executive Order 8802, visant l’élimination de la ségrégation au sein de l'industrie militaire américaine.
Peu avant, en janvier 1941, le Président Franklin D. Roosevelt crée le 99e escadron chasse de l'armée de l'air américaine, escadron expérimental composé d'Afro-Américains ; leur formation de pilote de chasse se réalise au Tuskegee Institute et à l’aérodrome de Tuskegee dans l'Alabama. Le chef de l'escadron est le capitaine Benjamin O. Davis, Sr. qui deviendra le premier général afro-américain de l'armée de l'air.
Des militants de la NAACP vont profiter de ces premières ouvertures pour demander une extension dans les différentes armées. Cette demande reposait sur le fait que sur les 2 500 000 afro-américains masculins, recensés, en état d'être mobilisés, plus d'un million se battaient au sein des armées américaines, représentant 11 % des effectifs. A. Philip Randolph, leader syndicaliste afro-américain, fait alors pression sur le Président Franklin D. Roosevelt pour que s'organise une commission d'enquête. En 1942, à la suite d'une lettre d'un militaire afro-américain parue dans le Pittsburgh Courier, une campagne s'organise sous le nom de Double V campaign (en), un V pour la victoire militaire sur les armées nazies et nippones et un autre V pour la victoire sur l'esclavage et la tyrannie,.
La révélation par les troupes alliées des exterminations nazies, comme l'Holocauste, montre jusqu’où pouvaient aboutir les politiques racistes. Profondément ébranlés, bien des américains blancs étaient disposés à revoir leur attitudes ségrégationnistes. Cet examen de conscience est conforté par la montée de la Guerre froide, la mise en place d'une alliance avec les démocraties européennes et le leadership américain du monde libre, leadership qui devenait incompatible avec les pratiques de la ségrégation, contraires aux principes démocratique d'égalité et de liberté.
C'est dans ce contexte de politique intérieure et extérieure qu'A. Philip Randolph rappelle au Président Harry S. Truman :
« I  said, 'Mr. President, the Negroes are in the mood not to bear arms for the country unless Jim Crow in the Armed Forces is abolished »/ Je vous le dis, monsieur le Président, les Noirs ne sont pas d'humeur à porter les armes pour le pays sans que les lois Jim Crow soient abolies dans les forces armées.
Les relations entre Harry Truman et A. Philip Randolph sont au départ difficiles, Truman doutant du patriotisme de son interlocuteur, mais finalement un consensus s'établit.
Déjà en 1946, le lieutenant général Alvan Cullom Gillem Jr. (en), qui préside le Board for Utilization of Negro Manpower (Bureau d'utilisation de la main d'œuvre noire), préconise la déségrégation au sein des armées, que les sous-officiers et officiers afro-américains suivent les mêmes cursus de formation que leurs pairs blancs,.
C'est ainsi que la commission préconisée par A. Philip Randolph voit le jour en 1946, par l'Executive order no 9808 du 5 décembre 1946 qui institue la President's Committee on Civil Rights (en) (Commission présidentielle des droits civiques). Elle est présidée par Charles Edward Wilson (en). Sa mission est d'enquêter et de proposer des mesures pour renforcer et protéger les droits civiques des Américains. Elle rend ses conclusions dans un rapport final en décembre 1947 intitulé To Secure these Rights, conclusions recommandant une élimination des discriminations fondées sur la race le plus rapidement possible au sein des armées et des agences gouvernementales. Dans un premier temps, le président Harry Truman signe l'Executive order no 9980 instituant une commission d'enquête qui puisse mettre fin aux discriminations raciales dans les divers services publics fédéraux. Si les ministères et agences fédérales ont joué le jeu, en revanche l'armée reste insensible à ce qui n'est à ses yeux qu'une recommandation. Harry Truman furieux réunit une commission qui aboutira à la rédaction de l'Executive Order 9981. Mais l'Executive order 9981 sera souvent contourné. Il faudra attendre la Guerre de Corée, où l'état-major, face aux pertes massives de différents régiments, se voit obligé d'accepter et de faire appliquer la déségrégation en 1954,,,,.

## La genèse de l'arrêt Brown et al. v.Board of Education of Topekaet al. du 17 mai 1954

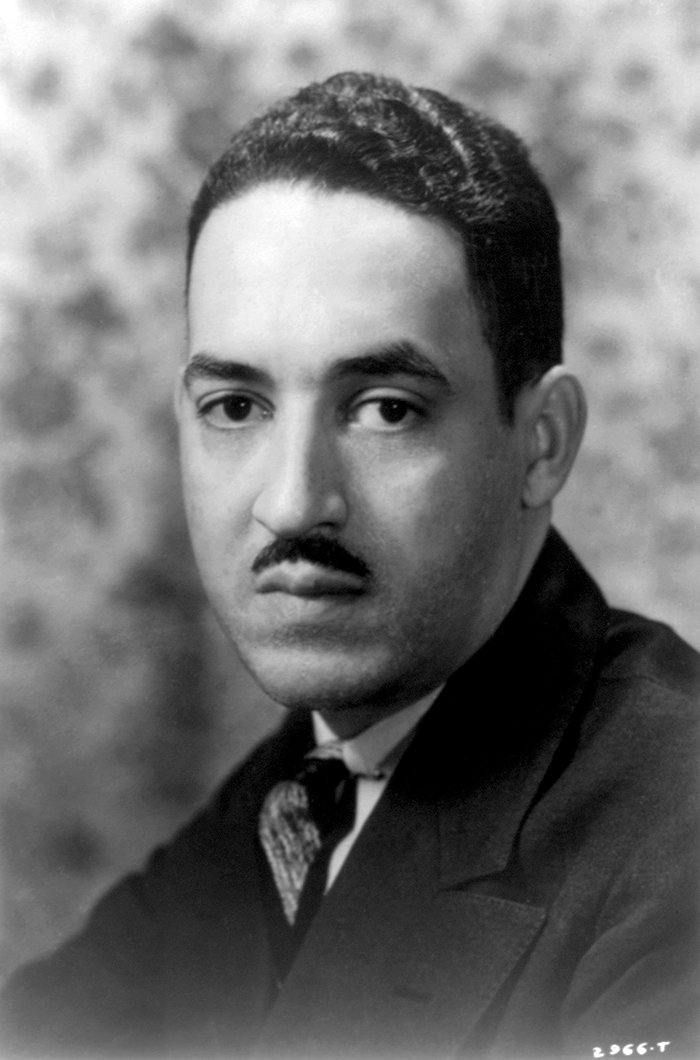
Thurgood Marshall.

En 1950, la situation de la ségrégation scolaire est disparate : 17 États ont des lois établissant la ségrégation scolaire, 16 ont aboli la ségrégation scolaire, les autres ont des lois qui soit n'en parlent pas, soit tolèrent un système ségrégué. La question qui se pose est quels États ont des lois conformes à la Constitution ? Thurgood Marshall, le dirigeant du NAACP Legal Defense and Educational Fund (en) (LDF) de la NAACP, va étudier la contradiction pour faire sauter le verrou de la ségrégation, en s'emparant d'un cas qu'il pourra soumettre à la Cour suprême, prolongeant ses actions contre la ségrégation au sein des universités. Thurgood Marshall et les juristes de la LDF lancent un appel à toutes les sections de la NAACP pour les alerter de cas de ségrégation.
De 1952 à 1953, plusieurs cas remontent. Parmi ceux-ci, plusieurs cas vont être agrégés au cas Brown v. Board of Education,.

### Les cas Bulah v. Gebhart et Belton v. Gebhart
En 1951, Shirley Bulah est inscrite dans une école d'enseignement primaire, la Hockessin Elementary School à Wilmington dans le Delaware. Deux bus de ramassage scolaire passent devant son domicile, mais ils sont réservés aux Blancs, si bien que la jeune Shirley doit parcourir chaque jour un itinéraire de 3,2 km pour rejoindre son école. Sarah Bulah demande aux services de l'enseignement scolaire que sa fille puisse utiliser le bus de ramassage, sa demande fut refusée. Sarah Bulah porte plainte.
Toujours dans la région de Wilmington, à Claymont, des jeunes sont inscrits à la Howard High School, un établissement d'enseignement secondaire ségrégué pour les élèves afro-américains. Ses classes sont surchargées et il est sous-dotée quant au financement des activités sportives et culturelles. Ethel Belton et sept autres parents afro-américains demandent aux services de l'enseignement scolaire d'agir afin d'améliorer le fonctionnement de la Howard High School et qu'elle puise bénéficier de la même qualité d'équipement et d'enseignement que les autres établissement blancs, ou que des élèves puissent s'inscrire à la Claymont High School réservée aux Blancs. Leurs revendications sont sans suite. Ils déposent une plainte conjointe avec Shirley Bulah auprès de la Cour du Delaware de New Castle en arguant que ces décisions sont en violation de la clause de protection égale du Quatorzième amendement.
Le jugement rendu le 1er avril 1952 reconnait la disparité de qualité du service rendu entre les établissements afro-américains et les établissements blancs et ses conséquences malheureuses. Il établit également que, s'agissant d'enseignement, l'arrêt Plessy v. Ferguson ne peut être retenu et ordonne l'inscription des enfants des plaignants dans les établissements jusque là réservés aux Blancs. Mais il déboute les plaignants quant à savoir s'il s'agit d'une violation des droits constitutionnels, non sur le fond mais sur la forme, à cause d'un vide juridique qui ne peut être tranché au niveau du Delaware mais par un avis de la Cour suprême.
Paradoxalement, même si la décision n'a que des effets locaux, il s'agit d'une victoire, car ce jugement abolit la légitimité de l'arrêt Plessy v. Ferguson pour justifier la ségrégation et remet en cause l'un des principes fondateurs de la ségrégation prônant un développement égal mais séparé, en écrivant clairement dans ses attendus que ce principe avait été violé. Cette violation est démontrée par la mise en évidence de l'inégalité du service rendu, en s'appuyant sur des comptes rendus d'experts et en ordonnant l'inscription d'élèves afro-américains dans des établissements blancs,.

### Le cas Davis v. Prince Edward County
La Robert Moton High Scool, un établissement secondaire ségrégué pour les élèves afro-américains de Farmville en Virginie, était dans un état déplorable du fait d'un sous-financement chronique. Les demandes de fonds supplémentaires de l'école ont été rejetées par le service de l'enseignement scolaire du comté du Prince-Edward composé uniquement de Blancs. Face à ces refus, le 23 avril 1951 les élèves se mettent en grève et organisent une marche pour se rendre aux bureaux du service de l'éducation. Ils ne sont pas reçus. Ainsi commence une grève de deux semaines. Le 23 mai 1951, deux avocats de la NAACP, Spottswood Robinson et Oliver Hill, intentent une action en justice au nom des élèves contre le district scolaire pour que l'établissement puisse bénéficier des mêmes financements d'équipement et de fonctionnement que les autres écoles blanches. Le tribunal d'État donne tort aux plaignants, en arguant que la mixité serait source de violence. Or un psychologue de la NAACP a expliqué que les tensions entre élèves Blancs et Noirs étaient dues au fait que les enfants afro-américains se dévalorisaient, se pensant moins bons ou intelligents que les enfants blancs. Malgré cela, les juges décident que la ségrégation des écoles en Virginie était légale et devait continuer. Les avocats de la NAACP font appel devant la Cour de district des États-Unis qui rejette l'appel,.

### Le cas Briggs v. Elliott
En 1947, près de 70 % de la population du comté de Clarendon, en Caroline du Sud, est afro-américaine. Les écoles ségréguées pour les enfants afro-américains ne sont pas desservies par les bus de ramassage scolaire, contrairement aux écoles fréquentées par les Blancs. Un enseignant d'école primaire afro-américaine, le révérend J.A. DeLaine, pasteur de l'Église épiscopale méthodiste africaine, et un parent d'élève, Levi Pearson, écrivent au service de l'enseignement scolaire du comté pour que les bus puissent transporter les élèves afro-américains. Leur demande est rejetée au motif que les bus sont financés par les impôts, que les Afro-Américains ne payent pas beaucoup d'impôts car ils possèdent très peu de terres et ne gagnent pas beaucoup d'argent, et que les familles blanches jugeraient injuste d'utiliser leurs impôts pour financer un service de ramassage scolaire pour les Afro-américains.
Face à ce refus, les parents afro-américains se cotisent pour acheter un bus scolaire d'occasion, mais les frais d'entretien sont un gouffre financier qui met fin à cette solution alternative.
Afin de trouver une solution pour des enfants qui doivent parcourir jusqu'à 12 km pour atteindre leur établissement, le révérend JA DeLaine, par le biais de l'avocat de la section locale de la NAACP, contacte Thurgood Marshall. Le 16 mars 1948, Harold Boulware, l'avocat local de la NAACP, et Thurgood Marshall déposent une plainte auprès d'une Cour de district des États-Unis, c'est l'affaire Levi Pearson v. County Board of Education. La plainte est rejetée pour une question technique, le révérend JA DeLaine habitant un district scolaire différent de l'école où ses enfants allaient.
En mai 1950, le révérend JA DeLaine a pu rassembler des dizaines de parents d'élèves pour relancer le procès auprès de la Cour de district, c'est l'affaire Briggs v. Elliott (en), du nom de Harry Briggs, un parent d'élève. Le tribunal ordonne une égalité de traitement pour le ramassage des élèves par des bus, mais ne se prononce nullement sur la constitutionnalité de la ségrégation, réduisant l'affaire à une question technique et administrative locale. C'est pourquoi il faudra faire un recours devant la Cour suprême,,.

### Le cas Brown v.Board of Education of Topeka
Dans l'État du Kansas, la loi autorise la ségrégation scolaire pour les villes de plus de 15 000 habitants, si la mairie de la ville fait ce choix. Mais cette ségrégation concerne uniquement les écoles d'enseignement primaire, tout en faisant de sorte que les écoles pour les élèves afro-américains soient de même niveau de qualité que celles pour les élèves blancs. L'admission dans les établissements secondaires est non ségrégués.
Quand, durant les années 1930, la ville de Topeka créé pour la première fois des écoles primaires séparées, il n’y a pas encore d’écoles secondaires. Puis avec le temps s'ouvrent des classes d'enseignement secondaire mais uniquement pour les Blancs, ce qui est contraire à la législation du Kansas. En 1941, une famille afro-américaine lance un requête devant la cour de Justice du Kansas qui ordonne que cesse la ségrégation des établissements d'enseignement secondaire de Topeka. Dix ans plus tard, en 1951, Oliver Brown, avec les conseils juridiques de la section locale de la NAACP, va aussi entreprendre une action en justice : sa fille Linda est obligée de se rendre dans une école primaire ségréguée loin de chez elle alors qu'existe à proximité une école primaire réservée aux blancs. Oliver Brown dépose une plainte auprès de la Cour de district des États-Unis du Kansas contre les services de l'enseignement scolaire de Topeka pour discrimination. Mais il ajoute également des motifs conjoints, notamment en affirmant que les écoles primaires pour enfants afro-américains n'offrent pas la même qualité de service rendu que celle des écoles primaires blanches, et que cette disparité viole la soi-disant clause d'égalité de protection du XIVe amendement, qui stipule dans sa section 1 : « Aucun État ne fera ou n'appliquera de lois qui restreindraient les privilèges ou les immunités des citoyens des États-Unis ; ne privera une personne de sa vie, de sa liberté ou de ses biens sans procédure légale régulière ; ni ne refusera à quiconque relevant de sa juridiction, l'égale protection des lois. ». La Cour de district reconnait que la ségrégation dans les écoles publiques a un « effet néfaste sur les enfants de couleur » et qu'elle contribue à forger « un sentiment d'infériorité » tout en confirmant la doctrine d'un développement séparé mais égal, jugement paradoxal qui reconnait l'inégalité de l'enseignement ségrégué tout en le maintenant,,.

### Le cas Bolling v. Sharpe
Gardner Bishop, le père de Judine Bishop, inscrite à la Browne Junior High de Washington (district de Columbia), mobilise d'autres parents pour attirer l'attention du public sur la ségrégation pratiquée dans la capitale. Si les élèves blancs bénéficient d'écoles confortables, en revanche les élèves afro-américains suivent leurs cours dans des classes bondées, au sein de bâtiments délabrés avec de petites aires de jeux, utilisant les manuels dont les écoles blanches n'ont plus l'usage. Le groupe de parent d'élèves animé par Gardner Bishop organise une grève dans l'espoir que les services scolaires apportent les changements nécessaires. Face à des fins de non-recevoir, les parents contactent Charles Hamilton Houston pour déposer une plainte devant les tribunaux. Hélas il décède des suites d'un infarctus, l'affaire est reprise par James Nabrit Jr. (en). Dans un premier temps, James Nabrit refuse : il demande d'abord aux parents de suivre une stratégie pour tester les autorités. C'est ainsi que les parents se rendent à la nouvelle école secondaire, la John Philip Sousa Junior High School (en), pour y inscrire onze élèves afro-américains. L'établissement refuse cette inscription. Parmi ces élèves, il y a le jeune Spottswood Thomas Bolling qui donne son nom à l'affaire. Ce refus permet à James Nabrit de présenter le cas devant la Cour suprême et il le plaide les 10 et 11 décembre 1952,.

## Les arrêts de la Cour suprême

### L'arrêt Brown v.Board of Educationdu 17 mai 1954

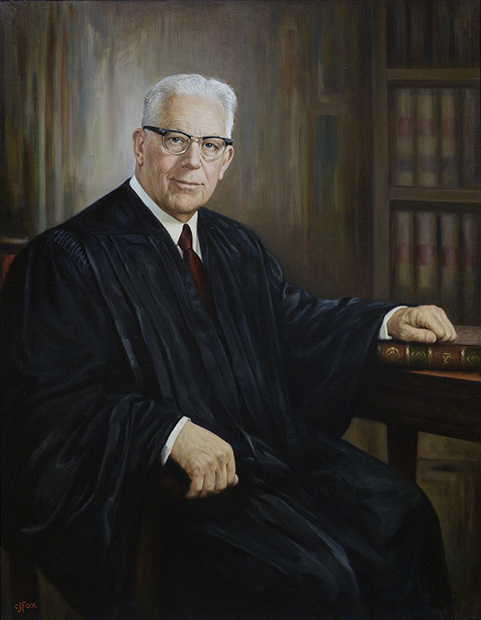
Earl Warren président de la Cour suprême.

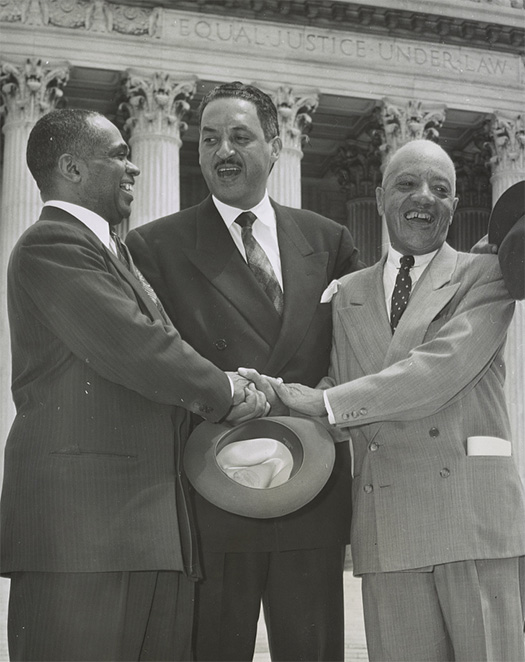
George Edward Chalmer Hayes, Thurgood Marshall, et James Nabrit en 1954, se félicitant de leur victoire en 1954.

Désormais la NAACP a en sa main cinq cas montrant les contradictions entre les lois héritées de l'arrêt Plessis v. Ferguson et la Constitution. Charles Hamilton Houston et Thurgood Marshall, deux grands avocats de la NAACP, vont lier ces cinq cas en un seul sous le nom de Brown et al. v. Board of Education of Topeka et al, qui est déposé auprès de la Cour suprême. Le cas est plaidé par Thurgood Marshall et James Nabrit le 9 décembre 1952 en faisant valoir les points suivants :
1. Que dans chacun des cas, des enfants afro-américains s'étaient vu refuser leur admission dans les écoles fréquentées par des enfants blancs en vertu de lois exigeant ou permettant la ségrégation selon la race.
2. Que cette ségrégation prive les plaignants (les parents) de l'égale protection des lois en vertu du quatorzième amendement.
3. Que dans chacune des affaires sauf dans les deux cas du Delaware, un tribunal de district fédéral composé de trois juges a refusé de donner réparation aux plaignants sur la prétendue doctrine séparée mais égale découlant de l'arrêt Plessy v.Ferguson. En vertu de cette doctrine, l'égalité de traitement est accordée lorsque les communautés bénéficient de facilités substantiellement égales, même si ces facilités sont séparées. Dans le cas du Delaware, la Cour suprême du Delaware a adhéré à cette doctrine, mais a ordonné que les plaignants soient admis dans les écoles blanches en raison de leur supériorité sur les écoles noires.
4. Que les écoles publiques séparées ne sont pas égales et ne peuvent être rendues égales, et que, par conséquent, elles sont privées de la protection égale des lois garantie par le XIVe amendement.

La Cour suprême sous la présidence du juge Earl Warren rend son arrêt le 17 mai 1954. Celui-ci dans ses attendus fait valoir que l'arrêt Plessy v.Ferguson ne peut être retenu pour justifier la ségrégation scolaire car concernant non pas l'éducation mais le transport, constate : « Nous arrivons alors à la question posée : la ségrégation des enfants dans les écoles publiques uniquement sur la base de la race, même si les installations physiques et autres facteurs "tangibles" peuvent être égaux, prive-t-elle les enfants du groupe minoritaire de l'égalité des chances en matière d'éducation ? Nous pensons que c'est le cas.[…] Ces considérations s'appliquent avec plus de force aux enfants des écoles primaires et secondaires. Les séparer d'autres personnes d'âge et de qualifications similaires uniquement en raison de leur race suscite un sentiment d'infériorité quant à leur statut dans la communauté qui peut affecter leurs cœurs et leurs esprits d'une manière durable.[…] La ségrégation des enfants blancs et de couleur dans les écoles publiques a un effet néfaste sur les enfants de couleur. L'impact est plus grand lorsqu'elle a la sanction de la loi, car la politique de séparation des races est généralement interprétée comme dénotant l'infériorité du groupe noir. Le sentiment d’infériorité affecte la motivation de l’enfant à apprendre. La ségrégation sanctionnée par la loi a donc tendance à retarder le développement éducatif et mental des enfants noirs et à les priver de certains des avantages qu’ils recevraient dans un système scolaire racial  intégré. » et conclut : « Nous concluons que dans le domaine de l'éducation publique, la doctrine de "séparés mais égaux" n'a pas sa place. Les établissements d'enseignement séparés sont intrinsèquement inégaux. Par conséquent, nous estimons que les plaignants et autres personnes dans une situation similaire pour lesquelles les actions ont été intentées sont, en raison de la ségrégation dénoncée, privés de l'égale protection des lois garanties par le quatorzième amendement,,. »

### L'arrêt Brown v. Board II du 31 mai 1955
Juridiquement l'arrêt est une victoire car elle annule toutes les lois ségrégationnistes issues de l'arrêt Plessis v. Ferguson et prononce la fin de la ségrégation au sein des écoles publiques. Mais dans les faits c'est une semi-victoire, car l'arrêt ne donne aucun calendrier sur la fin de la ségrégation, laissant sa mise en place aux procureurs généraux de chaque état,. C'est pourquoi est lancée une révision de l'arrêt avec des auditions qui ont lieu du 11 au 14 avril 1955. Les fait énoncés montrent que la déségrégation des écoles varie d'un état à un autre. Tout en prenant en compte les réalités de la mise en œuvre, les difficultés ne sauraient être utilisées à des fins dilatoires pour ajourner sine die l'effectivité de la déségrégation. Aussi, la Cour suprême arrête que « les tribunaux peuvent estimer qu'un délai supplémentaire est nécessaire pour exécuter la décision de manière efficace. Il incombe aux défendeurs d'établir que ce délai est nécessaire dans l'intérêt public et est compatible avec le respect de bonne foi le plus tôt possible. À cette fin, les tribunaux peuvent considérer des problèmes liés à l'administration, découlant de l'état physique de l'usine scolaire, du système de transport scolaire, du personnel, de la révision des districts scolaires et des zones de fréquentation en unités compactes pour parvenir à un système de détermination de l'admission dans les écoles publiques sur une base non ethnique, et la révision des lois et règlements locaux qui peuvent être nécessaires pour résoudre les problèmes ci-dessus. Ils examineront également la pertinence de tout plan que les défendeurs pourraient proposer pour résoudre ces problèmes et pour effectuer une transition vers un système scolaire racialement non discriminatoire. Pendant cette période de transition, les tribunaux conserveront leur compétence sur ces affaires. »
Avec cet arrêt de 1955, le verrou de l'arrêt Plessis v. Ferguson a sauté. Ses conséquences vont largement déborder le problème de la déségrégation scolaire, mais pour cela le mouvement va maintenant aborder le principal secteur faisant encore vivre cet arrêt, à savoir les transports publics. Cette remise en cause de la ségrégation dans les transports publics se fera par le mouvement du boycott des bus de Montgomery de 1955-1956 .

## Les suites

### Les premières réactions
Lors de son annonce, la décision est saluée par les grands journaux de la côte Est, tel le New-York Times,, ou le Washington Post,. L'accueil dans le pays est en général favorable, la décision est même bien acceptée dans des États qui pratiquent une ségrégation limitée, notamment le Kansas. Dans le Sud au contraire, la décision provoque la colère. L'éditorial du Daily News (en) de Jackson, dans le Mississippi est resté célèbre : « Il se pourrait bien que le sang coule dans bien des endroits dans le Sud à cause de cette décision, mais ce sont les marches de marbre blanc du bâtiment de la Cour suprême qui seront souillées par ce sang. Mettre des enfants blancs et noirs dans les mêmes écoles mènera au métissage, le métissage mènera aux mariages mixtes, et les mariages mixtes mèneront à l'abâtardissement de la race humaine ». Des gouverneurs s'engagent à s'opposer à la décision par tous les moyens légaux, dans certains États les législatures reprennent les mots de très anciennes querelles, parlant d'interposition ou de nullification, des termes utilisés dans les premières décennies du XIXe siècle quand les États disaient disposer du pouvoir d'invalider la législation fédérale. On appelle à la destitution des juges, voire à la suppression de la Cour elle-même. En 1956, des représentants et des sénateurs du Sud signent le manifeste du Sud (The Southern Manifesto) condamnant la décision de la Cour, « arbitraire ». Clairement minoritaire au Congrès, ne rassemblant même pas tous les parlementaires du Sud, ils parviennent souvent à ralentir le travail législatif vers la déségrégation, mais pas à l'infléchir durablement.

### Le commencement de l'application

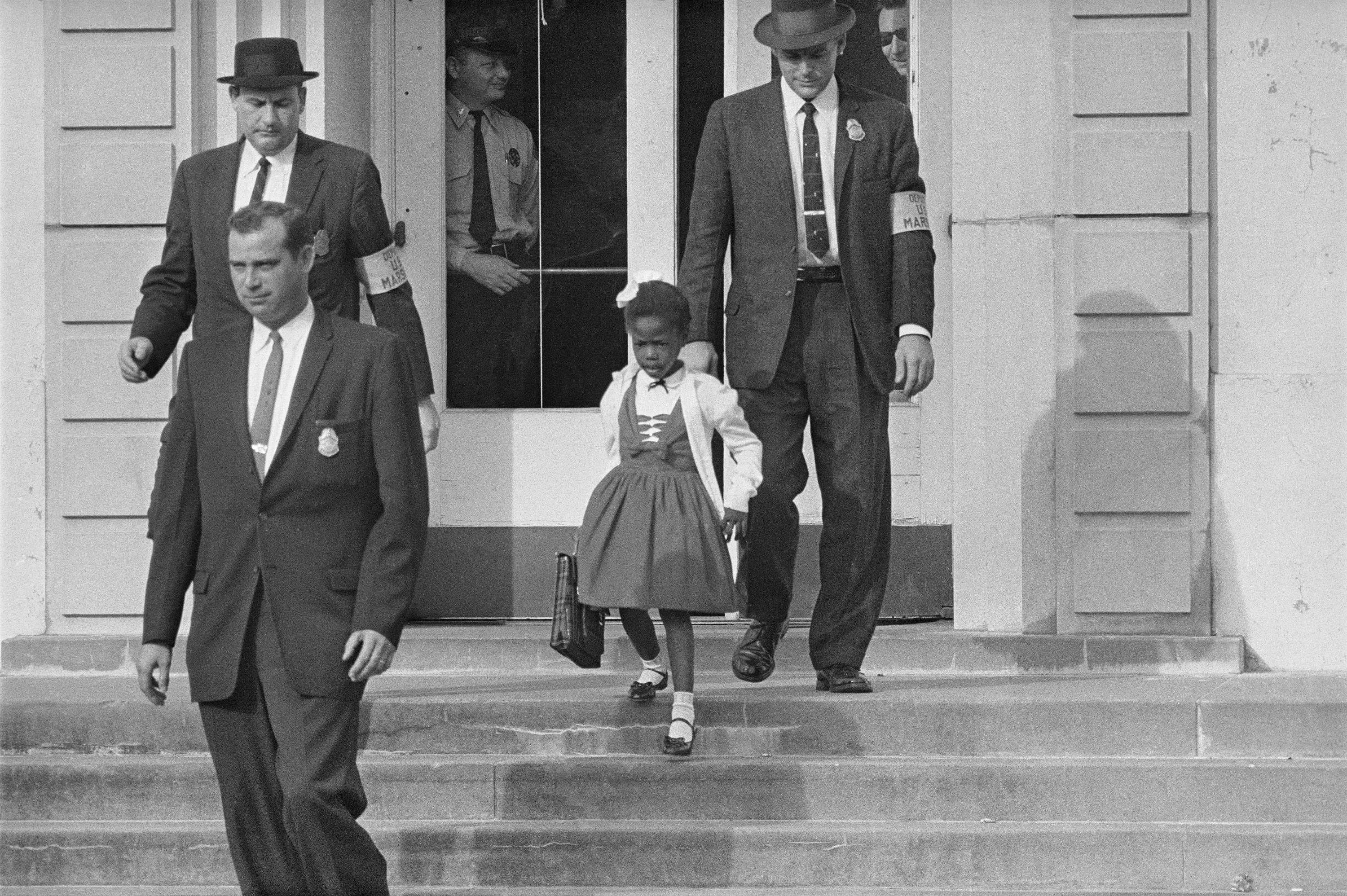
Ruby Bridges, premier enfant à bénéficier de l'abolition de la ségrégation scolaire aux États-Unis depuis les arrêts Brown v. Board of Education en 1954, escortée par des marshals en 1960.

L'application de la décision Brown commence lentement, comme l'arrêt de 1955 le prescrivait. Les juges fédéraux siégeant dans le Sud font effectivement appliquer la décision, ce qui ne paraissait pas aller de soi à l'époque, les autorités locales doivent leur présenter des plans de déségrégation. Souvent ces plans renvoient la fin de la déségrégation à un terme lointain. Mais même le « commencement rapide et crédible » exigé provoque des troubles.
En 1957, alors que neuf élèves noirs doivent rejoindre la Little Rock Central High School de Little Rock dans l'Arkansas, des émeutes éclatent, encouragées par le gouverneur de l'État Orval Faubus. Le président Eisenhower doit envoyer sur place mille hommes de la prestigieuse 101e division aéroportée et faire passer la garde nationale de l'Arkansas sous contrôle fédéral. Constamment harcelés, parfois violemment, les neuf élèves (« les 9 de Little Rock ») se voient affecter chacun un militaire de la 101e comme garde du corps. Le gouverneur choisit même un moment de faire fermer les écoles plutôt que d'accepter qu'elles soient multiraciales. Les tribunaux fédéraux ordonnent leur réouverture, la Cour suprême confirme. Des événements similaires se produisent ailleurs, jusque tard dans les années 1960 : les autorités locales modifient leur législation, mais pas son esprit, ce qui permet des procédures dilatoires devant les tribunaux, et parfois précipite la crise en fermant les écoles. Brown dit en effet que lorsqu'un État établit un système d'instruction publique, il doit le faire sans discrimination, mais rien ne dit qu'un tel système doit exister. Les États subventionnent alors des écoles privées réservées aux blancs, ce que les tribunaux rejettent. Encore en 1964, la Cour suprême (arrêt Griffin v. County School Board (en)) ordonne la réouverture des écoles dans le comté du Prince-Édouard, en Virginie, alors que ce comté était partie à une des quatre affaires regroupées dans l'arrêt Brown.

### Le mouvement des droits civiques
Le mouvement des droits civiques, emmené par des personnalités comme Martin Luther King, débute peu après l'affaire, avec le boycott des bus de Montgomery à partir du 1er décembre 1955. Il est difficile de dégager les contributions respectives des mouvements militants et des juges dans la déségrégation. Sans doute le mouvement aurait-il eu lieu sans l'arrêt Brown et au contraire, Brown et les autres arrêts sont eux le produit d'actes militants et de la patiente stratégie de la NAACP : avant l'arrêt Brown et plusieurs années après, il faut du courage pour un étudiant ou un élève Noir pour réclamer aux tribunaux son admission dans une école réservée aux Blancs et ensuite pour s'y rendre. Il est certain que le soutien des tribunaux fédéraux aide au mouvement des droits civiques, même si les tribunaux fédéraux ne sont accessibles qu'après une longue procédure, qui passe d'abord par des tribunaux locaux souvent hostiles. L'action des tribunaux comme le mouvement des droits civiques, de grande ampleur, non violent mais souvent confronté à la violence, ont poussé le Congrès à réagir, et à modifier la législation.

### Les droits civiques garantis par la loi
Dès 1957, après la crise de Little Rock, le département de la justice prend l'initiative d'une nouvelle loi sur les droits civiques (Civil Rights Act de 1957), la première depuis 1875. Cette loi promulguée le 9 septembre 1957 par le président Dwight D. Eisenhower a créé la Section des droits civiques au Département de la Justice et habilité les procureurs fédéraux à obtenir des injonctions judiciaires contre toute ingérence dans le droit de vote notamment ceux des Afro-Américains, cette loi crée également la Commission on Civil Rights habilitée à enquêter sur les conditions discriminatoires et à recommander des mesures correctives. La rédaction finale a été affaiblie par le Congrès en raison du manque de soutien parmi les Démocrates, c'est pourquoi cette loi sera améliorée, complétée par l'adoption du Civil Rights Act de 1964, du Voting Rights Act de 1965 sous la présidence et l'impulsion de Lyndon B.Johnson qui mettent fin aux diverses lois et règlements ségrégationnistes sur l'ensemble des États-Unis,,,.

### Déségrégation effective ou intégration forcée?
La question de la mixité raciale dans les écoles demeure jusqu'au milieu des années 1970. Le principe a été posé non seulement que les lois imposant cette ségrégation devaient disparaître, de même que toute politique destinée à la favoriser, mais qu'une fois ces lois abolies et ces politiques disparues, il fallait encore remédier à leurs effets. Or la ségrégation de fait, dans l'habitat, favorise la persistance d'écoles ségréguées. Là où la ségrégation a été imposée dans le passé, les autorités doivent maintenant assurer la mixité. C'est ce que rappelle fermement la Cour en 1969 dans Green v. County School Board (en), : le plan adopté par les autorités, qui laisse les parents choisir l'école de leurs enfants, est « intolérable ». La décision Brown II confie non pas aux parents, mais aux autorités, la responsabilité de démanteler la ségrégation. Reprenant les mots de Brown II, « Il est trop tard pour ne se hâter que lentement » (Time for mere deliberate speed has run out), le juge Black conclut pour la Cour « Aujourd'hui, la responsabilité de la commission est de proposer un plan qui ait des chances raisonnable de succès, et des chances raisonnables de succès maintenant ». En 1971, avec l'arrêt Swann v. Charlotte Mecklenburg County Board of Education (en), elle accepte, là où la ségrégation a existé, le principe de quotas raciaux et du « busing », l'organisation du transport des élèves vers l'école à laquelle ils ont été inscrits pour atteindre ces quotas. La question perd cependant peu à peu de son importance, même si encore aujourd'hui, des tribunaux jugent d'affaires liées à la déségrégation.